# Didogobius
 Didogobius  es un género de peces de la familia de los Gobiidae en el orden de los perciformes. Sus especies se distribuyen por la mitad este del océano Atlántico y por el mar Mediterráneo.

## Especies
- Didogobius amicuscaridis Schliewen & Kovacic, 2008
- Didogobius bentuvii Miller, 1966
- Didogobius helenae[2] Van Tassell & Kramer, 2014
- Didogobius kochi Van Tassell, 1988
- Didogobius schlieweni Miller, 1993
- Didogobius splechtnai Ahnelt & Patzner, 1995
- Didogobius wirtzi Schliewen & Kovacic, 2008